# Zuolong
Zuolong — рід базальних целурозаврів, що жили в ранньому оксфорді (юрський період), близько 160 млн років тому. Залишки відкриті у формації Шишугоу (піньїнь: Shíshùgōu Zǔ), Сінцзян, КНР.
Описаний 2010 року. Названий на честь військового діяча Цзо Цзунтана (англ. Zuo Zongtang) з династії Цін.
Голотипом є екземпляр IVPP V15912, відкритий 2001 та вперше згаданий у роботі Clark et al. (2002). З багатьох фрагментів скелета визначено, що цей екземпляр був підліткового віку, бл. 3,1 м завдовжки та вагою 35 кг.